# Bonvillers
Bonvillers ist eine französische Gemeinde mit 193 Einwohnern (Stand 1. Januar 2022) im Département Oise in der Region Hauts-de-France (vor 2016 Picardie). Sie gehört zum Arrondissement Clermont, zur Communauté de communes de l’Oise Picarde und zum Kanton Saint-Just-en-Chaussée. Die Einwohner werden Bonvillois genannt.

## Geographie
Die Gemeinde Bonvillers liegt etwa 27 Kilometer nordöstlich von Beauvais und 52 Kilometer südsüdöstlich von Amiens. Umgeben wird Bonvillers von den Nachbargemeinden Beauvoir im Norden und Nordwesten, Chepoix im Norden und Osten, Ansauvillers im Osten und Südosten, Campremy im Süden und Südwesten sowie Saint-André-Farivillers im Westen.

## Einwohner
| Jahr                       | 1962 | 1968 | 1975 | 1982 | 1990 | 1999 | 2006 | 2013 | 2021 |
| -------------------------- | ---- | ---- | ---- | ---- | ---- | ---- | ---- | ---- | ---- |
| Einwohner                  | 146  | 143  | 145  | 165  | 177  | 191  | 201  | 228  | 195  |
| Quellen: Cassini und INSEE |      |      |      |      |      |      |      |      |      |

## Sehenswürdigkeiten

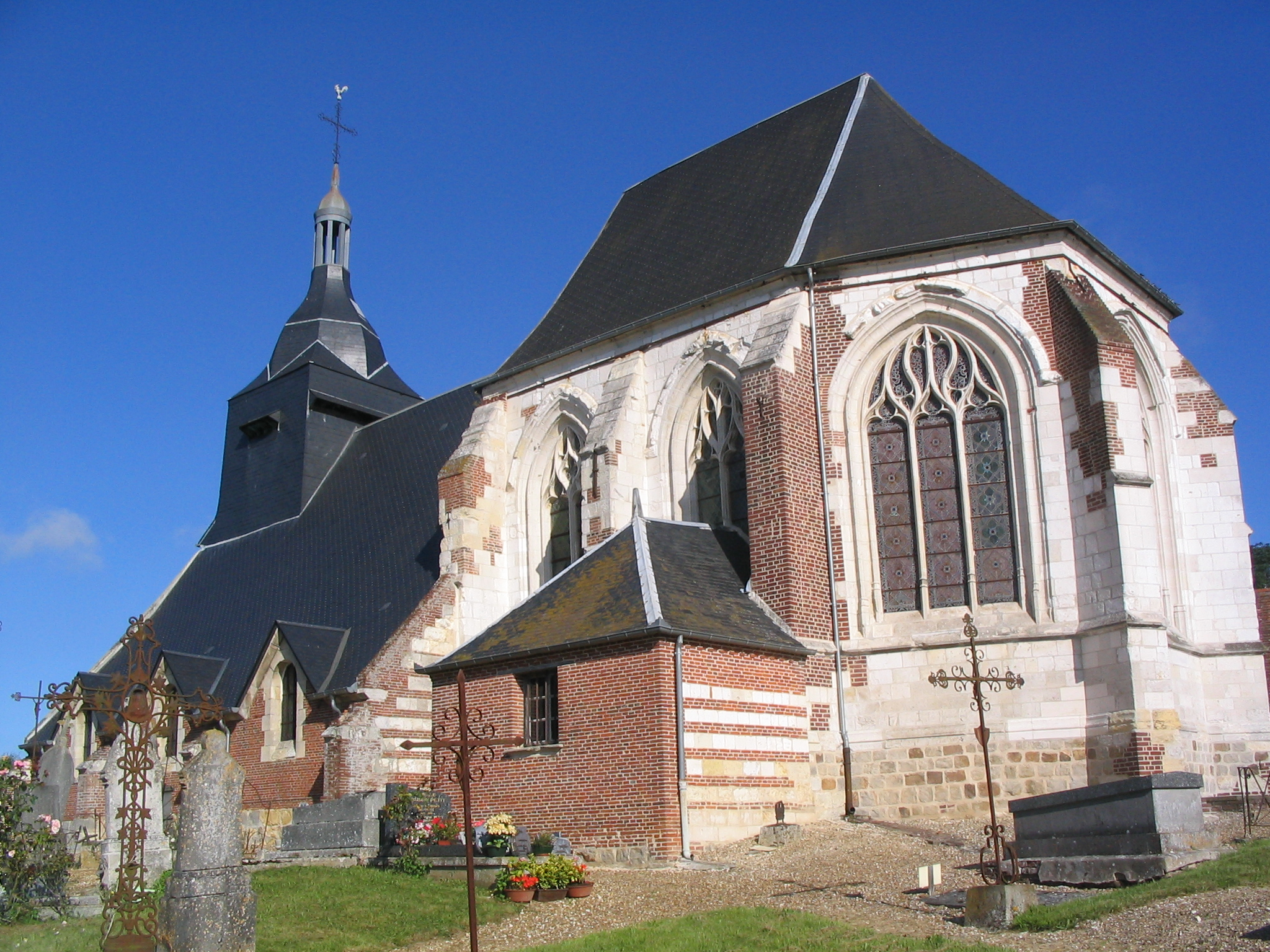
Kirche Saint-Martin
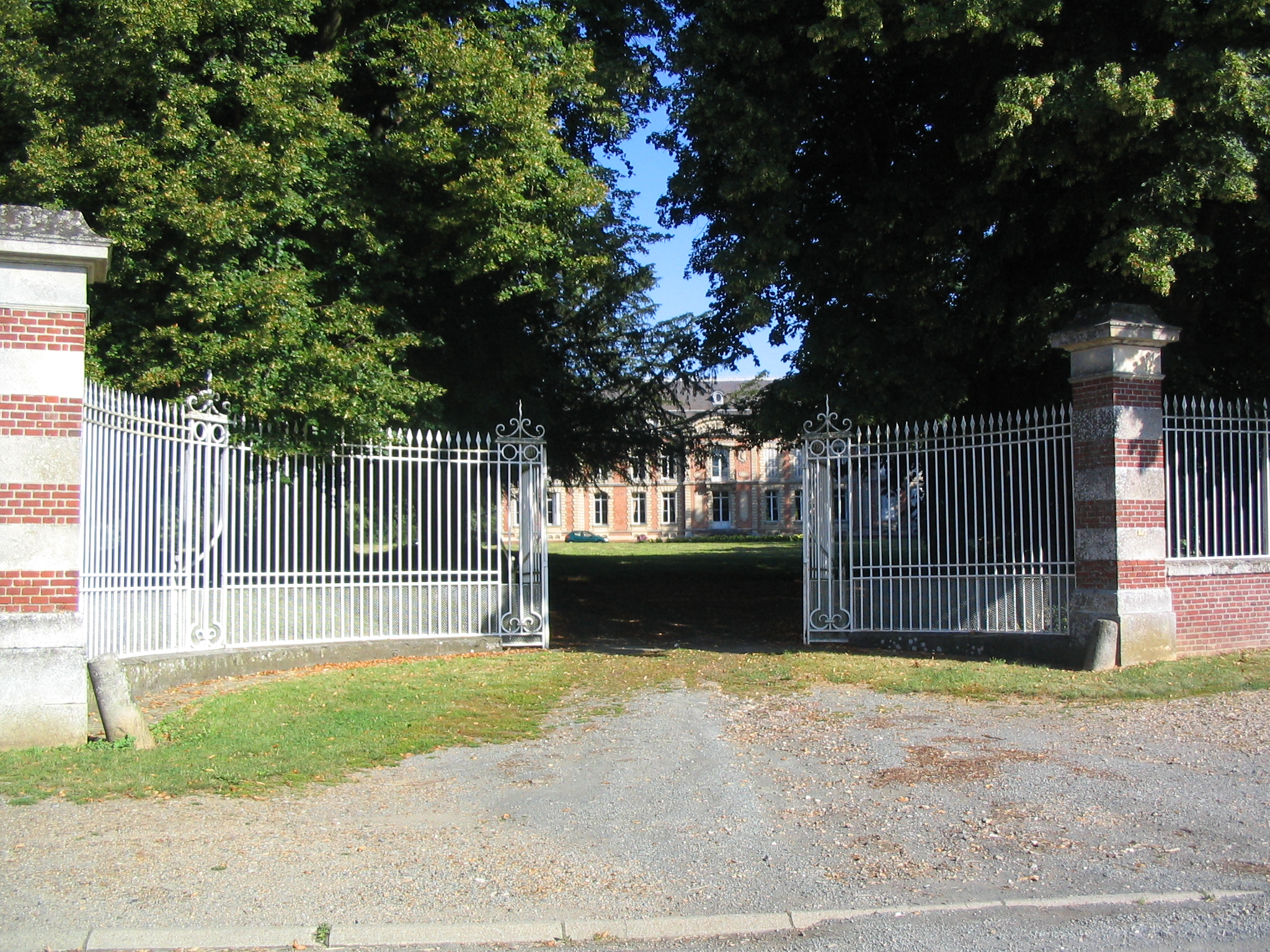
Schloss
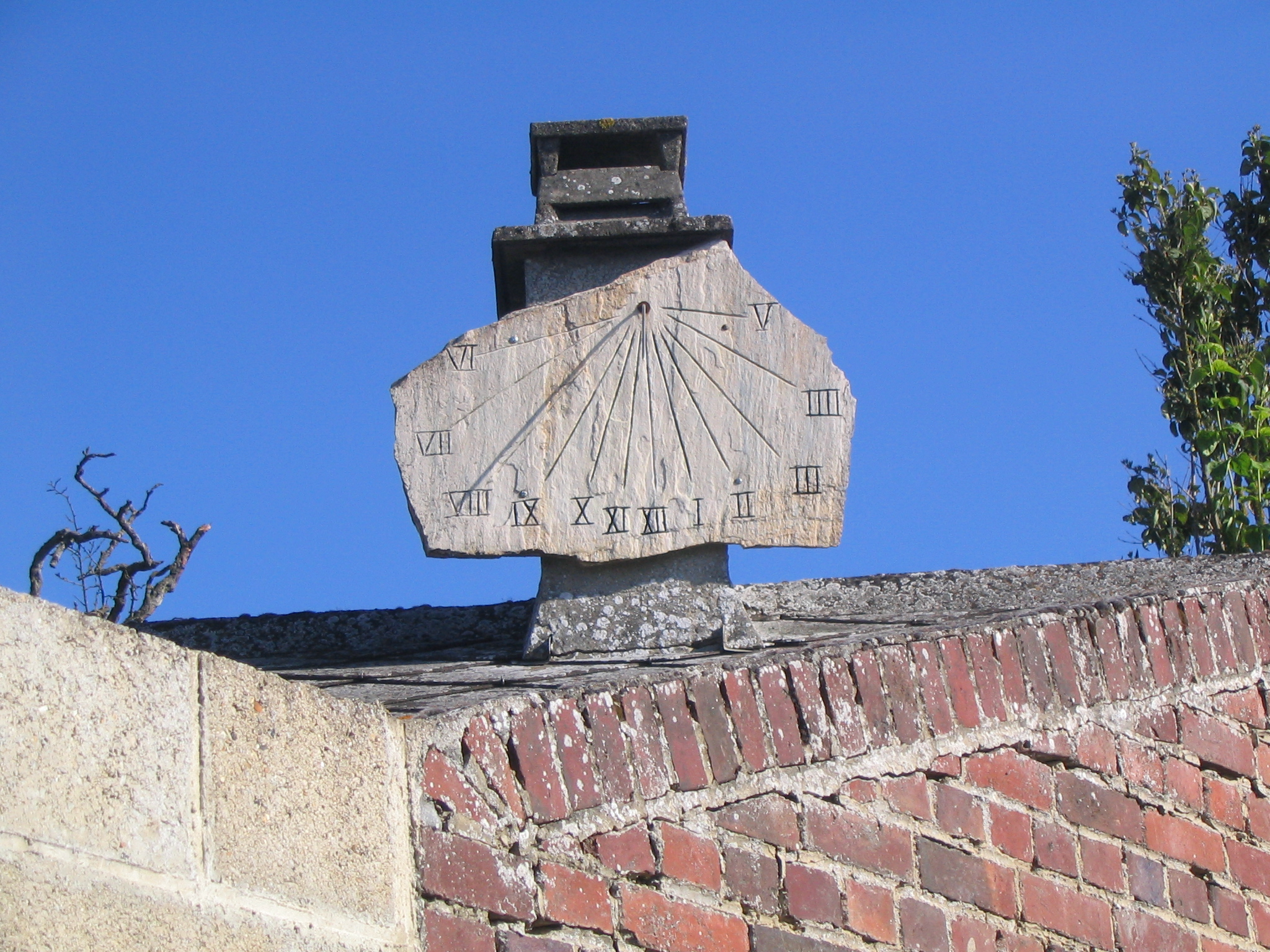
Sonnenuhr

- Kirche Saint-Martin
- Schloss
- Sonnenuhr